# Port lotniczy Salechard
Port lotniczy Salechard (IATA: SLY, ICAO: USDD) – port lotniczy położony 7 km na północ od Salechardu, w Jamalsko-Nienieckim Okręgu Autonomicznym, w Rosji.

## Linie lotnicze i połączenia
| Linia lotnicza    | Kierunek |
| ----------------- | --- |
| Turukhan Airlines | 1. Tarko-Sale |
| Yamal Airlines    | 1. Moskwa-Domodiedowo 2. Moskwa-Szeremietiewo 3. Nadym 4. Nowosybirsk 5. Nowy Urengoj 6. Nojabrsk 7. Sankt Petersburg 8. Tiumeń 9. Ufa 10. Jekaterynburg |